# Partners Group
Partners Group est une société de Capital-investissement, référence européenne et internationale dans son domaine. 
Partners Group est basé à Zoug en Suisse alémanique, à quelques kilomètres de Zurich. Partners Group intervient sur l'ensemble des marchés mondiaux et possède une clientèle internationale.

## Activités
- Capital-investissement.
- Dettes privées.
- Immobilier privé.
- Infrastructures privées[2].

## Actionnaires
Liste des principaux actionnaires au 11 novembre 2019 :
| Alfred Gantner                               | 10,0% |
| Urs Wietlisbach                              | 10,0% |
| Marcel Erni                                  | 10,0% |
| Allianz Global Investors                     | 3,03% |
| New Jersey Division of Investment            | 2,17% |
| UBS Asset Management Switzerland             | 2,07% |
| Christoph Rubeli                             | 2,02% |
| The Vanguard Group                           | 1,77% |
| Zürcher Kantonalbank (Investment Management) | 1,66% |
| BlackRock Investment Management              | 1,60% |